# Otoskleros
Otoskleros är en relativt vanlig öronsjukdom och en vanlig orsak till nedsatt hörsel hos vuxna personer. Den är ungefär dubbelt så vanligt förekommande hos kvinnor som hos män. Av någon anledning, möjligen ärftlig och/eller hormonell, förtjockas benet kring ovala fönstret och stigbygeln växer fast i detta. Stigbygeln kan därmed inte längre leda ljudet vidare från trumhinnan till innerörat, vilket resulterar i en konduktiv hörselnedsättning. Cochleär otoskleros innebär att bennybildningen runt ovala fönstret fortsätter in i hörselsnäckan och påverkar innerörats sensoriska funktioner. Tinnitus är vanligt förekommande i samband med otoskleros.
I en del fall kan hörseln förbättras med hörapparat eller med moderna mikrokirurgiska metoder. En stigbygeloperation tar dock bort förmågan hos stapediusreflexen att skydda örat mot höga ljudnivåer, vilket ökar risken för sensorineural hörselnedsättning.
Otoskleros kallas ibland även för otospongios.